# Nikolas Geōrgiou
Nikolas Geōrgiou (in greco: Νικόλας Γεωργίου; Famagosta, 24 febbraio 1976) è un ex calciatore cipriota, di ruolo centrocampista.

## Carriera

### Club
Ha giocato nella massima serie cipriota con AEK Larnaka e Omonia Nicosia.

### Nazionale
Ha esordito con la nazionale cipriota nel 1997, giocando 20 partite fino al 2005.